# (15150) Salsa
(15150) Salsa est un astéroïde de la ceinture principale.

## Description
(15150) Salsa est un astéroïde de la ceinture principale. Il fut découvert le 4 mars 2000 aux Monts Santa Catalina par le projet CSS. Il présente une orbite caractérisée par un demi-grand axe de 2,26 UA, une excentricité de 0,16 et une inclinaison de 3,9° par rapport à l'écliptique.

## Compléments